# Suchonica vladimiri
Suchonica vladimiri (лат.) — вид вымерших рептилиоморф из семейства  хрониозухид. Известен из верхнепермских отложений (верхний татарский отдел) на реке Сухона у деревни Полдарса Великоустюгского района Вологодской области России. Типовой и единственный вид рода Suchonica.

## Название
Назван в честь палеоихтиолога Владимира Машина.

## Описание
Туловищные щитки узкого типа (длина крыльев щита превышает их ширину). Вентральные щитки не сливается с нервным стволом. Дорсальная поверхность щитков орнаментирована пектинатной скульптурой.
Отличается от родов Jarilinus, Chroniosaurus и Chroniosuchus узкими туловищными щитками. От родов Chroniosuchus, Uralerpeton и Jarilinus — пектинатным типом дермального скульптирования щитков. От родов Chroniosuchus и Jarilinus — отсутствием продольных крист на дорсальной поверхности щитка. От рода Uralerpeton тем, что щитки не сливаются с нервными стволами.